# Ані (рід птахів)
Ані (Crotophaga) — рід зозулеподібних птахів родини зозулевих (Cuculidae). Включає 3 види, що поширені в Америці.

## Опис
Це великі чорні птахи з довгим хвостом і глибоким ребристим чорним дзьобом. Їхній політ слабкий і хиткий, але вони добре бігають і зазвичай годуються на землі. Харчуються термітами, великими комахами, ящірками і жабами. 
На відміну від деяких зозуль, ані не є гніздовими паразитами. Живуть у досить великих групах. Гніздяться спільно, причому гніздо будують кілька пар на висоті 2-6 м на дереві. Кілька самиць відкладають яйця в гніздо, а потім спільно висиджують і годують.

## Види
- Ані великий (Crotophaga major)
- Ані товстодзьобий (Crotophaga ani)
- Ані малий (Crotophaga sulcirostris)